# Аль-Касбех, Обада
Обада Мохаммад Мустафа аль-Касбех (араб. عبادة القصبة‎; род. 30 июля 1994, Амман) — иорданский боксёр-любитель, представитель легчайшей, лёгкой и первой полусредней весовых категорий. Выступал за национальную сборную Иордании по боксу с 2012 по начало 2020-х годов, участник Олимпийских игр 2016 года, бронзовый призёр Азиатских игр (2014), двукратный серебряный призёр чемпионата Азии (2013, 2019), многократный победитель и призёр международных и национальных турниров в любителях.

## Биография
Обада аль-Касбех родился 30 июля 1994 года в Аммане, Иордания.
Первого серьёзного успеха на взрослом международном уровне добился в сезоне 2012 года, когда вошёл в состав иорданской национальной сборной и выступил на Мемориале Хиральдо Кордова Кардин в Гаване, откуда привёз награду бронзового достоинства, выигранную в зачёте легчайшей весовой категории. Также в этом сезоне боксировал на мировом первенстве среди юниоров в Ереване, но здесь попасть в число призёров не смог.
В 2013 году вновь боксировал на Хиральдо Кордова Кардин, выиграл бронзовую медаль на Кубке Роберто Баладо в Гаване, уступив на стадии полуфиналов местному кубинскому боксёру Ласаро Альваресу, завоевал серебряную медаль на домашнем чемпионате Азии в Аммане — в решающем финальном поединке был остановлен индийцем Шивой Тхапой.
В 2014 году стал чемпионом Иордании в лёгком весе, победил на Мемориале Тайманова и Утемиссова в Атырау, взял бронзу на Азиатских играх в Инчхоне, проиграв в полуфинале филиппинцу Чарли Суаресу.
На азиатском первенстве 2015 года в Бангкоке остановился в 1/8 финала.
В 2016 году выиграл бронзовую медаль на Мемориале Иштвана Бочкаи в Дебрецене, уступив в полуфинале боксёру из Грузии Отару Эраносяну, дошёл до четвертьфинала на Кубке химии в Галле. На Олимпийском квалификационном турнире Азии и Океании в Цяньане выступил неудачно, проиграв в четвертьфинале японцу Дайсукэ Наримацу, на Всемирной олимпийской квалификации в Баку так же дошёл только до четвертьфинала, но по решению трёхсторонней комиссии всё же удостоился права защищать честь страны на летних Олимпийских играх в Рио-де-Жанейро. На Играх, однако, уже в стартовом поединке категории до 64 кг единогласным решением судей потерпел поражение от представителя Канады Артура Биярсланова и сразу же выбыл из борьбы за медали.
После Олимпиады в Рио аль-Касбех остался в составе боксёрской команды Иордании на ещё один олимпийский цикл и продолжил принимать участие в крупнейших международных турнирах. Так, в 2017 году в первом полусреднем весе он выступил на чемпионате Азии в Ташкенте, проиграв в 1/8 финала казаху Бекдаулету Ибрагимову, выиграл бронзовую медаль на Играх исламской солидарности в Баку.
В 2018 году боксировал на Открытом чемпионате Индии в Дели, на Мемориале Феликса Штамма в Варшаве, стал серебряным призёром на Кубке химии в Галле, отметился выступлением на Мемориале Семёна Трестина в Одессе. На Азиатских играх в Джакарте остановился в 1/8 финала, потерпев поражение от узбека Икболжона Холдарова.
Принимал участие в чемпионате мира 2019 года в Екатеринбурге, но выбыл здесь из борьбы уже на ранней стадии турнира.